# Türk Telekom Gençlik ve Spor Kulubü
Il Türk Telekom Gençlik ve Spor Kulubü è una società calcistica con sede ad Ankara in Turchia.
Fondato nel 1954, il club milita nella TFF 2. Lig, la terza serie calcistica turca.
Il club gioca le partite in casa al Türk Telekom Stadı.

## Statistiche
- Süper Lig: 1960-1971, 1972-1973
- TFF 1. Lig: 1971-1972, 1973-1974, 1983-1994, 1995-1998, 2000-2001, 2003-2007
- TFF 2. Lig: 1974-1975, 1994-1995, 1998-2000, 2001-2003, 2007-
- Bölgesel Amatör Lig: 1975-1983

## Palmarès

### Competizioni nazionali
- TFF 2. Lig: 1

2002-2003 (gruppo B)
- TFF 3. Lig: 2

1994-1995, 1999-2000